# Tylecodon nolteei
Tylecodon nolteei ist eine Pflanzenart der Gattung Tylecodon in der Familie der Dickblattgewächse (Crassulaceae).

## Beschreibung
Tylecodon nolteei wächst als wenig verzweigte kleine Pflanze und wird bis zu 7 Zentimeter hoch. Die Wurzeln sind faserig ausgebildet. Der einzelne, verdickte Haupttrieb erreicht 2 Zentimeter im Durchmesser. Die olivbraunen bis bräunlichen Triebe haben eine glatte, sich etwas abschälende Rinde. Es werden zwei bis fünf sitzende und stielrunde bis breit elliptische Blätter ausgebildet, die 10 bis 25 Millimeter lang und 7 bis 22 Millimeter breit werden. Sie sind behaart und glauk gefärbt mit rötlichen und durchscheinenden Markierungen auf der Blattspreite. 

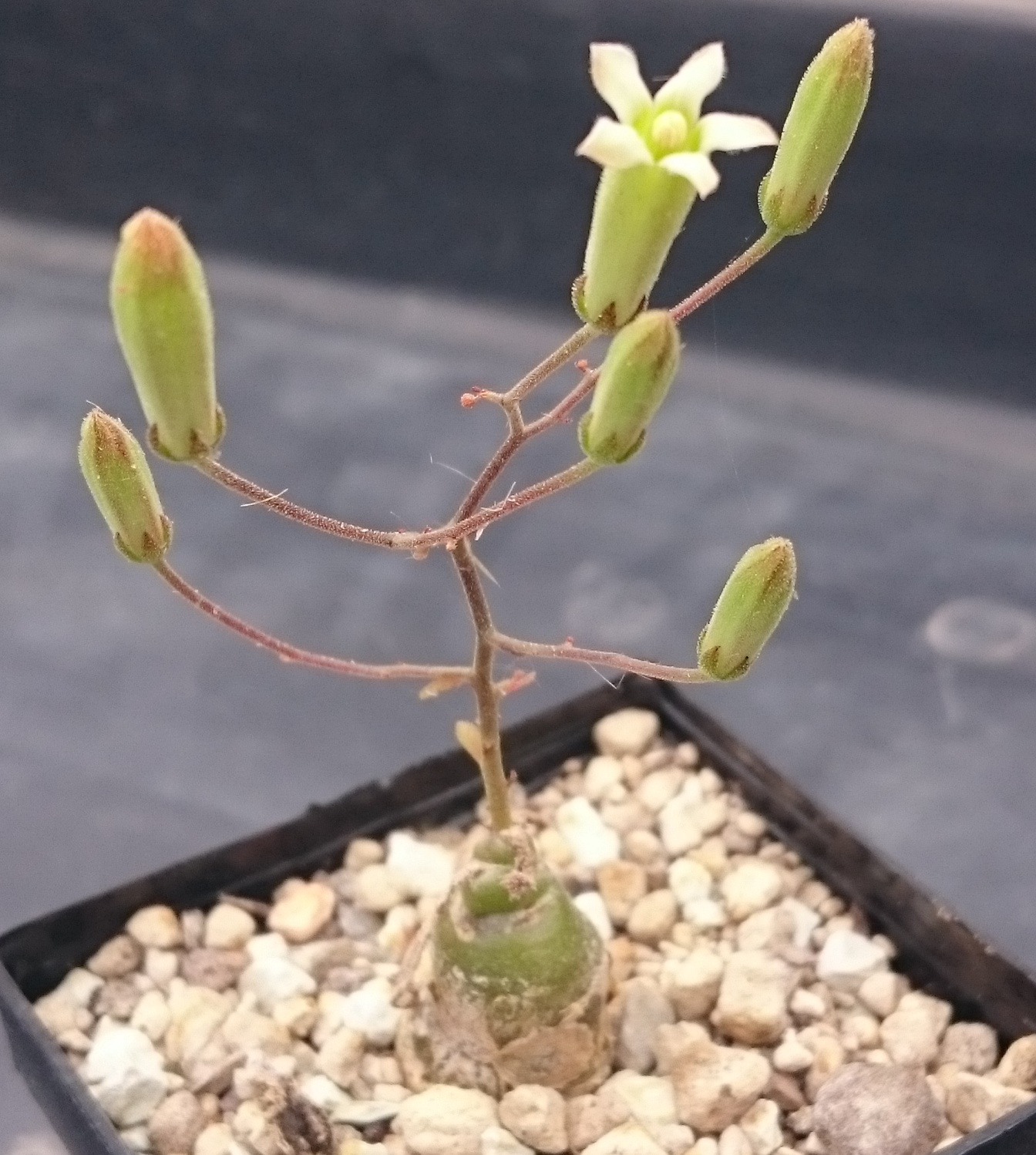
Blütenstand

Der Blütenstand besteht aus aufrechten und bis 4 Zentimeter langen Thyrsen, die zwei oder mehr Monochasien tragen und nach der Blüte lange an der Pflanze verbleiben. Der Blütenstiel wird 3 bis 15 Millimeter lang. Die dreieckigen Kelchblätter sind behaart und werden 2 bis 3 Millimeter lang. Die aufrechte und röhrige Kronröhre ist mit Flaumhaaren besetzt und wird 12 bis 13 Millimeter lang und erreicht 4 Millimeter im Durchmesser. Sie ist cremefarben bis hellrosa gefärbt. Die ausgebreiteten Kronzipfel werden 1,5 Millimeter lang. Die stumpfen Nektarschüppchen sind eiförmig.

## Systematik und Verbreitung
Tylecodon nolteei ist in Südafrika in der Provinz Nordkap in der Sukkulenten-Karoo auf Schieferklippen verbreitet. Die Erstbeschreibung erfolgte 2001 durch John Jacob Lavranos.
Im Protolog wird eine entfernte Verwandtschaft mit Tylecodon reticulatus angeführt.